# Gander River
Der Gander River ist ein 50 km langer Fluss im Norden der Insel Neufundland in der kanadischen Provinz Neufundland und Labrador. 

## Flusslauf
Der Gander River bildet den Abfluss des Gander Lake. Er verlässt diesen am Ende einer langgestreckten Bucht an dessen westlichem Nordufer. Der Gander River passiert die Kleinstädte Glenwood und Appleton. Unterhalb dieser mündet der Salmon River linksseitig in den Fluss. Der Gander River fließt 50 km, anfangs nach Nordosten, später in Richtung Nordnordost. Er mündet schließlich in das Kopfende der langgestreckten Bucht Gander Bay an der Nordküste von Neufundland. Der Gander River weist einen Höhenunterschied von 29 m auf. Einschließlich des Quellflusses Northwest Gander River beträgt die Gesamtlänge 175 km.

## Hydrologie
Der Gander River besitzt ein Einzugsgebiet von etwa 5050 km². Der mittlere Abfluss am Pegel Big Chute bei Flusskilometer 45 beträgt 121 m³/s. Die höchsten monatlichen Abflüsse treten im April und Mai auf. Die mittleren Monatsabflüsse liegen in diesen beiden Monaten bei 250 bzw. 243 m³/s.

## Flussfauna
Der Lachsbestand im Gander River gilt als „nicht gefährdet“.
Im Flusssystem kommen vermutlich folgende weitere Fischarten vor: Bachsaibling, Seesaibling, Dreistachliger und Neunstachliger Stichling, Arktischer Stint, Amerikanischer Aal sowie das Meerneunauge. Weitere typische Wasserbewohner sind Kanadischer Biber, Bisamratte und Nordamerikanischer Fischotter sowie Lithobates clamitans, eine in Neufundland eingeschleppte Froschart.